# Richard Bletschacher
Richard Max Josef Bletschacher (né le 23 octobre 1936 à Füssen, Bavière) est un écrivain allemand et conseiller dramatique.
Bletschacher étudie le droit, la philosophie et la littérature à  Munich, Heidelberg, Paris et Vienne. De 1982 à 1996, il est le principal conseiller dramatique à l'Opéra de Vienne. Il écrit et traduit des livrets d'opéra et de spectacles, des textes, nouvelles et livres pour enfants ainsi que des textes universitaires sur la musique.
Il vit actuellement à Vienne et Drosendorf an der Thaya.

## Source de la traduction
- (en) Cet article est partiellement ou en totalité issu de l’article de Wikipédia en anglais intitulé « Richard Bletschacher » (voir la liste des auteurs).